# Los Osos
Los Osos es un lugar designado por el censo ubicado en el condado de San Luis Obispo en el estado estadounidense de California. En el año 2010 tenía una población de 14.276 habitantes.

## Geografía
Los Osos se encuentra ubicado en las coordenadas 35°18′25″N 120°49′29″O / 35.30694, -120.82472.